# 雙寮
雙寮，原寫為雙藔，是臺灣臺中市大甲區的一個傳統地域名稱，位於該區北半葉的西南部。相較於今日行政區，其範圍大致為建興里中南大半部不含南部邊界地帶。

## 歷史
台灣清治末期，雙寮地區為一街庄，稱為「雙藔庄」，隸屬於苗栗三堡。該庄西北臨台灣海峽，北及東與西勢庄、五里牌庄為鄰，南邊及西南邊為新庄仔庄。
1901年（日明治三十四年）11月，全台廢縣廳改設二十廳，該庄隸屬於苗栗廳。1903年（明治三十六年）6月，該庄編入「五里牌區」，仍隸屬於苗栗廳。1909年（明治四十二年）10月，全台二十廳合併為十二廳，苗栗廳廢止，五里牌區改隸屬於臺中廳。1920年（大正九年），全台地方制度大改正，該庄改制並雅化地名用字為「雙寮」大字，隸屬於臺中州大甲郡大甲庄。1933年，大甲庄升格為大甲街。
戰後大甲街改制為大甲鎮，隸屬於臺中縣，大字亦改制為里。1950年10月，中、彰、投分治，大甲鎮隸屬不變。2010年12月，隨著臺中縣、市合併為直轄臺中市，大甲鎮改制為大甲區。

## 聚落
本地區發展較早的聚落為東勢社（雙寮）、田中、擺陳、温藔等，在日治期初期的官方地圖上已有記載。

## 交通
省道台61線又稱「西部濱海快速公路」，是新北市八里至臺南市安南的快速公路，大致以北北東－南南西走向蜿蜒經過雙寮地區中部，可快速前往台灣西部海岸各地。
區道中3線（臨江路）是西勢至日南的道路，其西側端點位於本地區西北角的西勢海堤。由此向東南出境後可前往西勢、五里牌、九張犁並止於台鐵日南車站前區道中5線路口。